# Hruštín
Hruštín (ungarisch Hrustin) ist eine Gemeinde im Okres Námestovo des Žilinský kraj im Norden der Slowakei mit etwa 3200 Einwohnern (2010).

## Geographie
Die Gemeinde liegt in der traditionellen Landschaft Orava (dt. Arwa) im Südwestteil des Talkessels Oravská kotlina am Bach Hruštinka, der ein rechter Zufluss der Biela Orava ist. Südlich der Gemeinde erhebt sich die Oravská Magura, mit dem Pass Príslop (808 m n.m.) direkt südlich des Ortes. Hruštín ist 13 Kilometer von Námestovo und 18 Kilometer von Dolný Kubín entfernt und liegt an der Hauptstraße 78.
Verwaltungstechnisch gliedert sich die Gemeinde in die Ortsteile Hruštín und Vaňovka.

## Geschichte
Bis zum 16. Jahrhundert war das Gebiet stark bewaldet und dementsprechend nur dünn besiedelt, dies änderte sich aber nach der walachischen Kolonisierung. Der Ort wurde 1588 von einer Gruppe Walachen aus dem heute untergegangenen Ort Ústie nad Oravou gegründet und war der Burg Arwa pflichtig. Die Bevölkerung beschäftigte sich mit Landwirtschaft (Kartoffel- und Getreidezucht) und Viehzucht, daneben auch gab es einige Handwerke, die überwiegend an die Landwirtschaft orientiert waren. Die klimatischen Bedingungen waren jedoch schwierig, sodass es kam immer wieder zu Auswanderungen nach Niederungarn, im 19. und 20. Jahrhundert in Nordamerika. 1739 fielen der Pest 222 Menschen zum Opfer.
1975 wurde der Ort Vaňovka (ungarisch Vanyovka) eingemeindet.

## Bevölkerung
| Jahr                | 1994 | 2004    | 2014    | 2024    |
| ------------------- | ---- | ------- | ------- | ------- |
| Anzahl der Personen | 3057 | 3215    | 3153    | 3184    |
| Unterschied         |      | +5,16 % | −1,92 % | +0,98 % |

| Jahr                | 2023 | 2024    |
| ------------------- | ---- | ------- |
| Anzahl der Personen | 3190 | 3184    |
| Unterschied         |      | −0,18 % |